# Cirrhochrista mulleralis
Cirrhochrista mulleralis là một loài bướm đêm trong họ Crambidae.